# سیارک ۲۵۹۷۳
سیارک ۲۵۹۷۳ (به انگلیسی: 25973 Puranik، نامگذاری:2001FP38) ۲۵۹۷۳مین سیارک کشف شده‌است که در ۱۸ مارس ۲۰۰۱ کشف شد.